# Eva Mroczek
Eva Mroczek (* 20. Jahrhundert in Polen) ist eine US-amerikanisch-polnische Religionswissenschaftlerin mit Schwerpunkt antikes Judentum und leitet das Programm für Jüdische Studien an der University of California.

## Karriere
Mroczek studierte Religionswissenschaften an der University of Toronto und wurde 2012 mit der Arbeit Psalms Unbound: Ancient Concepts of Textual Tradition in 11QPsalms-a and Related Texts promoviert. Mroczek war daraufhin Assistenzprofessorin für Jüdische Studien und Religionswissenschaft an der Indiana University Bloomington, bevor sie an die University of California wechselte. Ihre erste Monographie The Literary Imagination in Jewish Antiquity erschien 2016 bei Oxford University Press. Darüber hinaus veröffentlicht Mroczek regelmäßig Beiträge in der Society of Biblical Literature, in der Bible Odyssey, in Religion Dispatches und in der Los Angeles Review of Books.  2015–2016 war sie Fellow am Herbert D. Katz Center in Philadelphia. Im Jahr 2019 erhielt Mroczek vom American Council of Learned Societies ein Frederick Burkhardt Residential Fellowship, um im Studienjahr 2019/20 an der Huntington Library zu forschen. Sie ist Koordinatorin des Bible and Religions of the Ancient Near East Collective, einer inklusiven, frei zugänglichen Forschungsgruppe zum Studium biblischer und altorientalischer Literatur und ihrer kulturellen Welten im 21. Jahrhundert.

## Forschungsschwerpunkte
Mrozeck forscht zum antiken Judentum, insbesondere zu Texten der hebräischen Bibel, zu den Schriftrollen vom Toten Meer, zu den Apokryphen und untersucht die Rezeption biblischer Literatur.

## The Literary Imagination in Jewish Antiquity

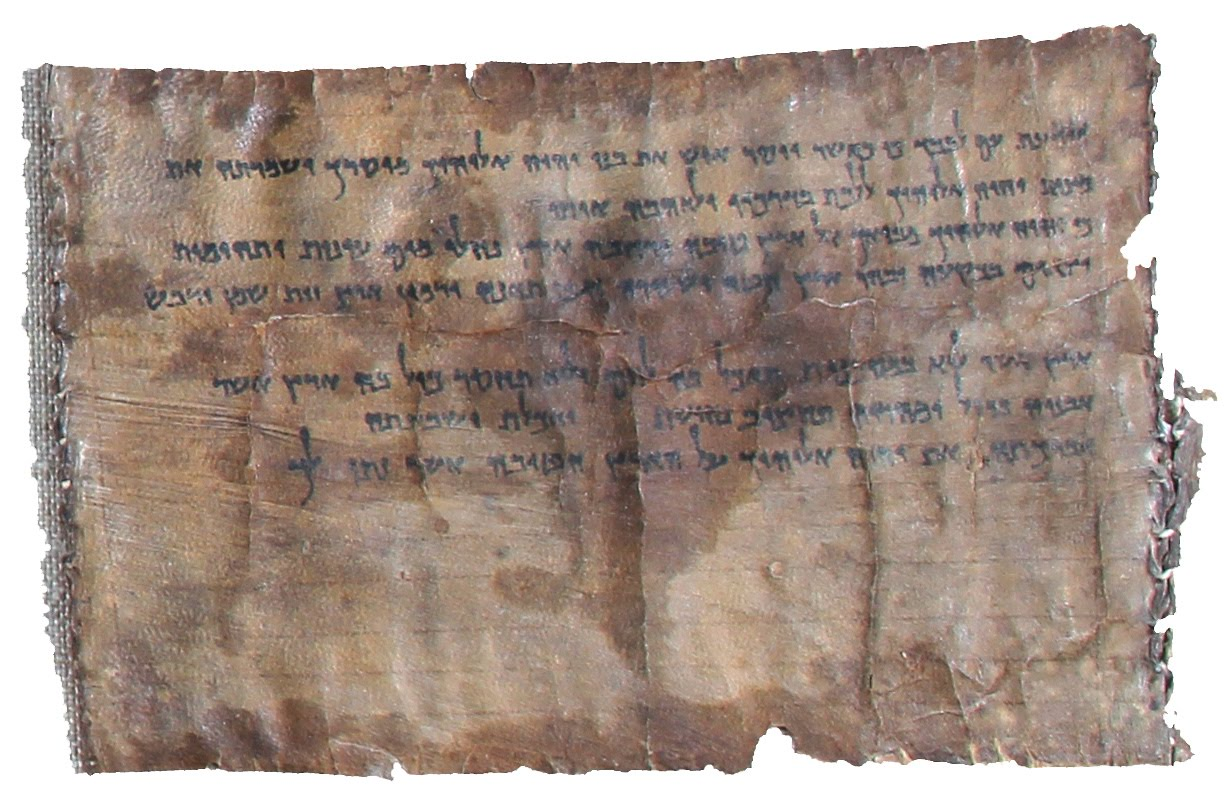
4Q41, eine der Schriftrollen vom Toten Meer

In The Literary Imagination in Jewish Antiquity argumentiert Mroczek, dass moderne Konzepte der Bibel – die sich auf Texte beziehen, die im Allgemeinen stabil, abgeschlossen und/oder endgültig sind – nicht auf die Literatur der Phase des Zweiten Tempels anwendbar sind.  Zudem sollten Forschende vermeiden, anachronistische zeitgenössische Vorstellungen von Literatur und Autorenschaft zu verwenden. Für die Veröffentlichung erhielt Mroczek 2017 den Manfred Lautenschlaeger Award for Theological Promise und 2017 den George A. and Jean S. DeLong Book History Prize. Außerdem war sie Finalist für die Jordan Schnitzer Book Awards der Association for Jewish Studies. Das Buch wurde von Kritikern als Meilenstein biblischer Literaturgeschichte gelobt.

## Veröffentlichungen (Auswahl)
- Thinking Digitally About the Dead Sea Scrolls: Book History Before and Beyond the Book. In: Book History. 14. Jahrgang, Nr. 1, 2011, S. 241–269, doi:10.1353/bh.2011.0006 (englisch, jhu.edu).
- "David did not ascend into the heavens" (Acts 2:34): Early Jewish Ascent Traditions and the Myth of Exegesis in the New Testament. In: Judaïsme Ancien. 3. Jahrgang, 2015, ISSN 2294-9321, S. 219–252, doi:10.1484/J.JAAJ.5.103822 (englisch, brepolsonline.net).
- How Not to Build a Temple: Jacob, David, and the Unbuilt Ideal in Ancient Judaism. In: Journal for the Study of Judaism. 46. Jahrgang, Nr. 4–5, 25. November 2015, ISSN 0047-2212, S. 512–546, doi:10.1163/15700631-12340108 (brill.com).
- The Literary Imagination in Jewish Antiquity. Oxford University Press, 2016, ISBN 978-0-19-027983-7, doi:10.1093/acprof:oso/9780190279837.001.0001 (google.de).